# 日本資金決済業協会
一般社団法人日本資金決済業協会（にほんしきんけっさいぎょうきょうかい）とは、「前払式支払手段の発行の業務又は資金移動業の適切な実施を確保し、並びにこれらの健全な発展及び利用者の利益の保護に資すること（定款第3条）」を目的として設立された一般社団法人である。元金融庁・総務省・経済産業省共管の社団法人。

## 概要
大蔵省銀行局長及び証券局長の私的研究会として設置された「プリペイドカード等に関する研究会」の報告書を受けて制定された「前払式証票の規制等に関する法律（旧法）」に基づき設立された「社団法人前払式証票発行協会」を直接の起源とする。前払式証票の発行業務の適正化に向けた活動や調査・研究活動、相談業務を行っていた。
「前払式証票の規制等に関する法律」の廃止及び資金決済に関する法律第87条に基づく認定資金決済事業者協会の認定を受けたことに伴い、2010年（平成22年）4月1日に、設立時の名称である「社団法人前払式証票発行協会」から、「社団法人日本資金決済業協会」に移行・名称の変更をした。
公益法人制度改革により、2012年7月1日に「社団法人日本資金決済業協会」から現在の「一般社団法人日本資金決済業協会」に移行。

## 組織
会長 ： 福原紀彦
役員
- 会長：1名
- 副会長：2名
- 専務理事：1名
- 常務理事：空席
- 理事：11名
- 監事：2名

所在地
〒102-0074　東京都千代田区九段南三丁目8番11号飛栄九段ビル7階
会員
会員数 ： 335社（2021年6月1日現在）

## 事業内容
目的
前払式支払手段の発行の業務又は資金移動業（以下併せて「資金決済業」という。）の適切な実施を確保し、並びにこれらの健全な発展及び利用者の利益の保護に資することを目的として以下の業務を行っている。
業務
1. 資金決済業を行うに当たり、資金決済に関する法律（平成21年法律第59号、以下「法」という。）その他の法令の規定及び第3号の規則を遵守させるための会員に対する指導、勧告その他の業務
2. 会員の行う資金決済業に関し、契約の内容の適正化その他資金決済業の利用者の利益の保護を図るために必要な指導、勧告その他の業務
3. 会員の行う資金決済業の適正化及びその取り扱う情報の適切な管理を図るために必要な規則の制定
4. 会員の法若しくは法に基づく命令若しくはこれらに基づく処分又は前号の規則の遵守の状況の調査
5. 資金決済業の利用者の利益を保護するために必要な情報の収集、整理及び提供
6. 会員が行う資金決済業に関する利用者からの苦情及び紛争の処理並びに相談
7. 前払式支払手段の発行者である会員の発行する前払式支払手段の情報提供事項の当該会員に代わる周知
8. 内閣総理大臣から提供を受けた資金決済業関連情報の利用者への提供
9. 資金決済業に関する調査研究
10. 資金決済業に関する普及啓発、広報
11. 資金決済業に関する研修会、講習会等の開催
12. その他本協会の目的を達成するために必要な業務